# مارکو پاسکولو
مارکو پاسکولو (انگلیسی: Marco Pascolo؛ زادهٔ ۹ مهٔ ۱۹۶۶) بازیکن فوتبال اهل سوئیس بود.
از باشگاه‌هایی که در آن بازی کرده‌است می‌توان به باشگاه فوتبال ناتینگهام فارست، باشگاه فوتبال کالیاری، باشگاه فوتبال سروت ۱۸۹۰، باشگاه فوتبال سیون، و باشگاه فوتبال زوریخ اشاره کرد.
وی همچنین در تیم ملی فوتبال سوئیس بازی کرده‌است.